# 이기복
이기복(1995년 7월 18일~)은 대한민국의 컬링 선수이다. 강원도 춘천시에서 태어났다. 2018년 동계 올림픽 남자 컬링 종목에 출전하였다. 같은 컬링 선수인 이기정과는 쌍둥이 형제 사이이며, 이기정이 동생이다. 둘은 소양중학교 1학년 때부터 함께 컬링을 시작하였다. 중학교 졸업 이후 춘천기계공업고등학교 컬링 고등부에서 활동하다가, 졸업 후 경상북도체육회를 거쳐 2020년에 강원도청으로 이기정, 성유진 선수와 함께 이적했다.